# 다누비오 FC

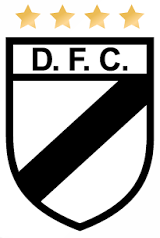

다누비오(Danubio Fútbol Club)는 우루과이 몬테비데오를 근거지로 하는 축구클럽이다. 불가리아 태생의 라자로프 형제(Miguel y Juan Lazaroff)가 '니카라과 공화국 학교' 유스팀원들을 모아 1932년 3월 1일 창단시켰다. 홈 구장은 몬테비데오 외곽의 농촌 지역에 있는 하르디네스 델 이포드로모(Jardines Del Hipódromo)이다. 현재 우루과이 프리메라 디비시온에 속해 있다. 2006-2007 시즌엔 페냐롤을 꺾고 우승을 차지했다.

## 줄무늬 유니폼
다누비오가 창단할 당시 몬테비데오 원더러스에 대한 오마쥬로써, 검은 줄무늬 유니폼을 착용했다. 하지만 40년대부터는 아르헨티나의 리버 플레이트(붉은 대각선)를 쫓아 지금의 검은 대각선 무늬유니폼을 입기 시작했다.
| 1932년 · 창단당시 | 1940년대 ~ 현재 |

## 우승 기록

#### 프리메라 디비시온: 3회
- 1988년, 2004년, 2007년

## 선수 명단

### 현역
참고: FIFA 자격 규정에 따라 소속된 국가대표팀 국기를 표시합니다. 선수는 복수의 FIFA 비회원국 국적을 가지고 있을 수 있습니다.
| 번호 | 포지션 | 국적     | 이름                |
| ---- | ------ | -------- | ------------------- |
| 1    | GK     | 우루과이 | 마우로 고이코에체아 |

| 번호 | 포지션 | 국적     | 이름                  |
| ---- | ------ | -------- | --------------------- |
| 30   | FW     | 우루과이 | 세바스티안 페르난데스 |
| -    | FW     |          | 에벨리오 카르도소     |

## 역대 감독
| 감독              | 임기        |
| ----------------- | ----------- |
| 오스카르 타바레스 | 1984        |
| 마르틴 라사르테   | 2008 ~ 2009 |